# Tànger-Tetuan-Al Hoceima
Tànger-Tetuan-Al Hoceima (en àrab طنجة-تطوان-الحسيمة, en amazic, ⵜⴰⵏⵊⴰ-ⵜⵉⵟⵟⴰⵡⵉⵏ-ⵍⵃⵓⵙⵉⵎⴰ, Tin Iggi-Tiṭṭawin-Lḥusima) és una de les dotze noves regions en que s'ha organitzat el Marroc després de la reforma administrativa de 2015. La seva capital és Tànger. Fou constituïda a de la unió de l'antiga regió de Tànger-Tetuan i de la província d'Al Hoceima de l'antiga regió de Taza-Al Hoceima-Taounate. Es troba a la punta nord-oest del Marroc, en la cadena muntanyosa del Rif. Limita tant amb la Mediterrània com amb l'oceà Atlàntic à l'oest. Limita al sud amb les regions de Rabat-Salé-Kenitra i Fes-Meknès i a l'est per la regió Oriental.

## Subdivisions administratives
La regió es divideix en dues prefectures i sis províncies.
- prefectura de Tanger-Assilah
- província de Fahs-Anjra
- prefectura de M'diq-Fnideq
- província de Chefchaouen
- província de Larraix
- província d'Ouezzane
- província de Tetuan
- província d'Al Hoceima